# Camelobaetidius kondratieffi
Camelobaetidius kondratieffi är en dagsländeart som beskrevs av Lugo-ortiz och Mccafferty 1995. Camelobaetidius kondratieffi ingår i släktet Camelobaetidius och familjen ådagsländor. Inga underarter finns listade i Catalogue of Life.